# Sol de inverno
Sol de inverno ("Vintersol") är en låt sjungen av Simone de Oliveira. Låten representerade Portugal in Eurovision Song Contest 1965, men slutade på trettonde plats med bara 1 poäng.